# Libnotes (Libnotes) suttoni
Libnotes (Libnotes) suttoni is een tweevleugelige uit de familie steltmuggen (Limoniidae). De soort komt voor in het Australaziatisch gebied.